# آنتونینو ساویانو
آنتونینو ساویانو (انگلیسی: Antonino Saviano؛ زادهٔ ۷ ژانویهٔ ۱۹۸۴) بازیکن فوتبال اهل ایتالیا است.
از باشگاه‌هایی که در آن بازی کرده‌است می‌توان به باشگاه فوتبال کیه‌وو ورونا، باشگاه فوتبال رجینا، و باشگاه فوتبال ناپولی اشاره کرد.